# パズルボブル
『パズルボブル』（Puzzle Bobble）は、1994年12月21日にタイトーから発売されたアーケード用アクションパズル。
主人公である泡吐きドラゴンの「バブルン」（1プレイヤー側）および「ボブルン」（2プレイヤー側）を操作し、発射台から色付きの泡「バブル」を打ち出し、同じ色のバブルを3個以上つなげると消すことができるゲームシステムとなっている。バブルは左右の壁に反射する性質を持っているため、反射させるテクニックが必要となる。
開発はタイトー東京開発課が行い、ゲーム・デザインは本作以降も同シリーズを手掛けた中久木成一およびカプコンのゲームボーイアドバンス用ソフト『鬼武者タクティクス』（2003年）を手掛けた木下一洋、音楽はアーケードゲーム『プリルラ』（1991年）を手掛けた海野和子およびアーケードゲーム『ドンドコドン』（1989年）を手掛けた山田靖子が担当している。
後にスーパーファミコンや3DOなどの家庭用ゲーム機や、ゲームギア、ワンダースワンなどの携帯型ゲーム機に移植された。2001年以降は携帯電話ゲームとしても配信され、音声会話やオンライン対戦に対応したバージョンや、ディズニーアニメのキャラクターを使用したバージョンなど様々なバリエーションで配信された。
アーケード版はゲーム誌『ゲーメスト』の企画「第9回ゲーメスト大賞」（1995年度）においてベストアクション賞5位と編集部特別賞を獲得した。
なお、本作の日本国外でのタイトルは『Bust-a-Move』となることがあり、このためにエニックスは『バスト ア ムーブ』（1998年）の日本国外版でのタイトルを『Bust a Groove』に変更した。

## 概要
1990年代前半当時、ゲームメーカー各社がパズルゲームに力を入れていた背景から、タイトー内でもパズルゲームを数多く試作しており、中でも『ビリヤデス（Billiardesu）』は社内ではとても好評であったため、それを製品化したもの。
同社のヒット作『バブルボブル』（1986年）のキャラクターを用いて少々パロディ性を交えた小作品的位置づけで市場に登場した作品だったが、シンプルなルールとそこから起因するゲーム性の相乗的な楽しさが広く受け入れられ、予測以上のヒット作品となった。以後同作品はシリーズ化、様々なゲーム市場へ複合展開していくこととなった。現在では、元ネタである『バブルボブル』よりも多数のシリーズ作品が発売されている。
当初は「Bシステム」基板として先行販売され、のちにMVSに移植されたバージョンが販売された。MVS版はタイトー初のMVS向けタイトルで、Bシステム版より多く出回った。この2バージョンはゲーム内容はほぼ同一だが、サウンドやスタッフロールの内容など、細部に違いがある。
1997年に1 - 3作目のサントラ『パズルボブル ばらえてぃ』が発売され、これにはコナミの『パロディウスだ! 〜神話からお笑いへ〜』（1990年）のサントラと同じく、効果音集が収録されている。これにより、『パロディウスだ!』と同様に本ゲーム中の効果音がテレビ番組で用いられることが多い。

## ゲーム内容
第1作の『パズルボブル』は全30面の1人プレイ&3試合2回勝利の2人対戦プレイ式の作品。2人で対戦する2P対戦がある。
プレイヤーは4方向レバーとボタンで、画面最下部に固定されている発射台を操作する。レバー左右または上で発射角を調整しボタンでバブルを発射する（レバーの下方向は不使用）。面にはあらかじめバブルが配置されており、バブル同士が触れると接着（斜め上左右、真横左右、斜め下左右の最大6方向）、同じ色のバブルを3つ以上つなげると消滅する。またその消滅により、天井からのつながりから外れたバブルも一緒にフィールド下に落とすことができる（まとめて落とした数に応じて基準点20点から倍々に得点が増加する）。一定数発射すると天井がバブル一段分下がり、バブルが発射台の高さまで降りてくるよりも先に全て消せば面クリアとなる。
バブルは左右の壁に当たるとピンボールの玉のように跳ね返る特性があるため、反射でバブルの隙間をすり抜けて大量のバブルを消す・落とすという技などがある。
1人プレイと対戦プレイでゲーム要素が大きく異なるのがこのゲームの特徴である。1人プレイ時はブロック崩しの要素が強いことに対し、対戦時はバブルを4個以上消すたびに相手側のフィールドへ攻撃として下から追加バブルが送られるという『ぷよぷよ』シリーズに類似したシステムとなっている。対戦では天井が存在せず、一定数発射すると一段分のバブルが新たに追加される。
家庭用移植版ではモードや面数の増加、対コンピューター戦の追加、特殊なバブルの増加など内容が増強されている（後述）。

## 他機種版
| No. | タイトル                                                | 発売日                                | 対応機種                                                                      | 開発元               | 発売元                 | メディア                                | 型式                                 | 備考                                       | 出典                        |
| --- | ------------------------------------------------------- | ------------------------------------- | ----------------------------------------------------------------------------- | -------------------- | ---------------------- | --------------------------------------- | ------------------------------------ | ------------------------------------------ | --------------------------- |
| 1   | パズルボブル Bust-A-Move Puzzle Bobble: Bust-A-Move     | 1995年1月13日 1995年3月 1995年6月29日 | スーパーファミコン                                                            | タイトー             | タイトー               | 4メガビットロムカセット                 | SHVC-AYKJ SNS-AYKE-USA SNSP-AYKP-EUR | 全100面に増加、コンピュータ戦追加          |                             |
| 2   | Bust-A-Move パズルボブル                                | 1995年4月27日 1995年5月2日            | ネオジオCD                                                                    | タイトー             | タイトー               | CD-ROM                                  | NGCD-083                             | ネオジオ版の移植                           |                             |
| 3   | パズルボブル Bust-A-Move                                | 1995年11月22日 1995年                 | 3DO                                                                           | マイクロキャビン     | 松下電器産業           | CD-ROM                                  | FZ-SJ0252                            | スーパーファミコン版の移植                 |                             |
| 4   | パズルボブル Puzzle Bobble                              | 1995年10月25日 1998年7月1日 1999年    | Windows 95                                                                    | タイトー             | ゲームバンク Interplay | CD-ROM                                  | -                                    | 全120面に増加                              | [ 6 ]                       |
| 5   | キッズギア パズルボブル Bust-A-Move                     | 1996年8月2日 1996年                   | ゲームギア                                                                    | サントス タイトー    | タイトー               | 2メガビットロムカセット                 | T-11047 2567                         | スーパーファミコン版の移植                 |                             |
| 6   | パズルボブル                                            | 1999年7月1日                          | ワンダースワン                                                                | 吉田山ワークショップ | サンソフト             | ロムカセット                            | SWJ-SUN003                           | スーパーファミコン版の移植                 |                             |
| 7   | PCゲームBestシリーズ Vol.15 パズルボブル                | 1999年11月19日                        | Windows 95                                                                    | サイバーフロント     | サイバーフロント       | CD-ROM                                  | -                                    | 廉価版                                     |                             |
| 8   | パズルボブル                                            | 2001年1月18日                         | mova503iシリーズ （iアプリ）                                                  | タイトー             | タイトー               | ダウンロード （げ〜むタイトー）         | -                                    |                                            | [ 8 ] [ 9 ]                 |
| 9   | パズルボブル                                            | 2002年5月24日                         | mova504iシリーズ （iアプリ）                                                  | タイトー             | タイトー               | ダウンロード （G@meパーク）             | -                                    | 503iのリメイク版                           | [ 10 ] [ 11 ]               |
| 10  | パズルボブル                                            | 2002年10月25日                        | ボーダフォンライブ! （Vアプリ）                                               | タイトー             | タイトー               | ダウンロード                            | -                                    |                                            | [ 12 ] [ 13 ]               |
| 11  | PCゲームBESTシリーズ メガヒット Vol.2 パズルボブル      | 2002年12月6日                         | Windows 95                                                                    | サイバーフロント     | サイバーフロント       | CD-ROM                                  | -                                    | 廉価版                                     |                             |
| 12  | パズルボブル                                            | 2004年6月10日                         | BREW対応機種 （EZアプリ）                                                     | タイトー             | タイトー               | ダウンロード （タイトーゲームエキスポ） | -                                    |                                            | [ 14 ] [ 15 ]               |
| 13  | PCゲーム Bestシリーズ プラチナセレクション パズルボブル | 2004年8月6日                          | Windows 95                                                                    | サイバーフロント     | サイバーフロント       | CD-ROM                                  | -                                    | 廉価版                                     |                             |
| 14  | パズルボブル ポケット                                   | 2004年12月22日                        | PlayStation Portable                                                          | ドリーム             | タイトー               | UMD                                     | ULJM-05011                           |                                            | [ 16 ]                      |
| 15  | パズルボブルDS                                          | 2005年8月25日                         | ニンテンドーDS                                                                | ランカース           | タイトー               | DSカード                                | NTR-P-APZJ/A                         |                                            | [ 17 ]                      |
| 16  | パズルボブル ポケット TAITO BEST                        | 2006年1月5日                          | PlayStation Portable                                                          | ドリーム             | タイトー               | UMD                                     | ULJM-05090                           | 廉価版                                     | [ 18 ]                      |
| 17  | パズルボブルONLINE!                                     | 2006年1月26日                         | CDMA 1X WIN端末 （EZアプリ）                                                  | タイトー             | タイトー               | ダウンロード （タイトーゲームエキスポ） | -                                    |                                            | [ 19 ] [ 20 ] [ 21 ]        |
| 18  | 対戦パズルボブル                                        | 2007年3月30日                         | BREW対応機種 （EZアプリ）                                                     | タイトー             | タイトー               | ダウンロード                            | -                                    |                                            | [ 22 ] [ 23 ]               |
| 19  | パズルボブル Wii                                        | 2009年4月7日                          | Wii                                                                           | レコム               | タイトー               | ダウンロード （Wiiウェア）              | -                                    |                                            | [ 24 ] [ 25 ] [ 26 ] [ 27 ] |
| 20  | パズルボブル                                            | 2009年9月2日                          | iPhone、iPod touch （iOS）                                                    | タイトー             | タイトー               | ダウンロード                            | -                                    |                                            | [ 28 ] [ 29 ] [ 30 ] [ 31 ] |
| 21  | パズルボブル Live!                                      | 2009年9月30日                         | Xbox 360                                                                      | タイトー             | タイトー               | ダウンロード (Xbox Live Arcade)         | -                                    |                                            | [ 32 ] [ 33 ]               |
| 22  | パズルボブル Disney Edition                             | 2010年10月15日                        | ディズニー・モバイル FOMA704i/903iシリーズ（iアプリ） SoftBank 3G（S!アプリ） | タイトー             | タイトー               | ダウンロード （タイトーステーション）   | -                                    | ディズニーキャラクターに差し替えられている | [ 34 ] [ 35 ]               |
| 23  | パズルボブル                                            | INT 2018年12月20日                    | Nintendo Switch PlayStation 4 Xbox One                                        | ハムスター           | ハムスター             | ダウンロード （アケアカNEOGEO）         | -                                    | ネオジオ版の移植                           | [ 36 ] [ 37 ]               |

スーパーファミコン版、3DO版、ゲームギア版、ワンダースワン版
1995年にスーパーファミコン版が発売。タイトルはアーケード版と同じだが、モードが追加されている。その後の移植もSFC版に準拠している。また、L・Rボタンによる方向の微調整が可能になっており、この操作は続編以降の移植版でも継承されている。
- 1人で遊ぼうかな - 全100面に増加し、パスワードコンティニュー形式を採用。「村から何者かの手によって『ブック オブ バブル』が盗まれ、バブルの魔法が悪用されて不思議なバブルに包まれた敵が大量に押し寄せてくる」というストーリー設定になっており、最終面は後述の特殊な形式のボスステージになっている。

このモードでは特定ステージに以下の特殊バブルがあらかじめ設置されていることがあり、これらはいずれかのバブルを下から発射して当てることで効果を発揮する。
ファイアーバブル
バブルをぶつけると割れて中から炎が飛び出し、上にある周囲のバブルを消去する。
サンダーバブル
バブルをぶつけると割れて中から雷が飛び出し、真横方向のバブルをすべて消去する。雷の進む方向は方向舵の軌道の向きに依存する。
ウォーターバブル
バブルをぶつけると割れて中から水が飛び出し、割れた箇所から真下のバブルをすべて同じ色に変える。変わる色はフィールド内に存在するバブルのうち最も少ない色となる。
ガードバブル
最終面のラウンド100で登場する巨大ボス「すーぱーどらんく」の周囲を囲む特殊バブル。下からバブルをぶつけてダメージを与えていくという特殊なステージになっており、計12発分ダメージを与えると割れてステージクリアとなる。一方、すーぱーどらんく側も一定ターン毎に魔法を放ってバブルを下から追加してくる。
- 対戦で勝負だ!!
  - こんぴゅーたさん - 対CPU戦。バブルン（1P）かボブルン（2P）を操作し、『バブルボブル』に登場した敵キャラクターと戦いながら全10戦を勝ち抜いていく。対戦相手はぜんちゃん・まいた・もんすた・ぷるぷる・ばねぼう・ひでごんす・いんべーだ・どらんく・らすかる・すかる（すかるもんすた）の10体。
  - にんげんさま - 対人戦。バブルン（1P）対ボブルン（2P）の対戦となり、ハンディキャップが設定可能。

- 記録にチャレンジ - エンドレスモード。ラウンドクリアはなく、一定数発射する毎にひたすらバブルが上から1段ずつ追加されていく。

このモードでは、以下の特殊バブルが発射バブルに出現することがある。
スペシャルバブル
輝く光の入ったバブル。最初にぶつかったバブルと同色のバブルがフィールド内からすべて消える。『パズルボブル2』以降のスターバブルと同様の効果。
Windows版
1人用モードの総ステージ数が全120面に増加しており、途中セーブが可能。スーパーファミコン版のような特殊バブルやボスステージは一切ないが、代わりに3段階の難易度設定があり、高難易度や終盤のステージになると下から追加のバブルが送り込まれてくるという、対CPU戦の要素を併せ持った内容になっている。エンディングはアーケード版準拠。
SFC版と同じ「記録にチャレンジ」モードも収録。また、2人用の対戦モードは対人戦のみだが、ネットワーク対戦に対応。
パズルボブル ポケット
2004年に発売されたPlayStation Portable版。1人用。
- シングルゲーム - PSPの画面比率から、横に並ぶバブルの数が増えている。
- VSゲーム - 対CPUの勝ち抜き戦。
- エンドレスゲーム
- サバイバルゲーム - 勝利後のフィールドがリセットされないシビアな勝ち抜き戦。

パズルボブルDS
2005年に発売されたニンテンドーDS版。通常はプレイ画面が下、スコアが上画面に配されるが、対戦では1Pと2Pがそれぞれ上下画面に表示される。
- クラシックスタイル  - 従来のモード
- DSスタイル - アレンジモード
  - パズル - 獲得したアイテムをバブルに装填し、ボタンの選択で任意に発射できる。
  - エンドレス
  - エディット

Wiiウェア・Xbox Live版
2009年に発売されたリメイク版。デフォルトでは全135面存在し、追加ステージの購入が可能。Xbox Live Arcade版はオンライン対戦も追加された。
- 1P PUZZLE - 従来のモード
- BATTLE - 2人用もしくは対CPUの対戦モード

iOS版
iPhone / iPod touch版はタイトルこそ第1作と同じであるが、バブルンがちゃっくんの家族を助けるために6つのドーム（各30面）を旅するというストーリーになっている。操作はスリングショット（『ひっぱって!!パズルボブル』）と、指でバブルをはじくタップショットの2つ。Bluetoothを用いた対戦モードやエンドレスのとことんモードも搭載されている。

## スタッフ
アーケード版
- ゲーム・デザイン：中久木成一
- プログラム、ゲーム・デザイン：TKHC. 02
- プログラム、システム・デザイン：TMR（津森康男）
- プログラム、プレイ・デザイン：NOB
- キャラクター・デザイン、ゲーム・デザイン：木下一洋
- キャラクター・デザイン：こまいりょうた、神谷美和
- 音楽：KARU.（海野和子）、YASUKO（山田靖子）
- 効果音：高萩英樹
- サウンド・ソフト：八木下直人
- サウンド・プロデュース：殿村裕誠
- デザイン：SUPER STAR NAGAI（永井寛保）、吉羽孝雄、黒木伸章、大坂誠、おのぎゆういち
- ハードウェア：沢木純、たけだとみお、ばんどうかずひろ

スーパーファミコン版
- ディレクター：高橋章二
- プランナー：古賀友二
- アイスタント・プランナー：ササキシゲ、大原和浩
- プログラマー：杉山和彦、たなべさとる
- グラフィック・デザイナー：とくとみみどり、たじまとくひさ
- マップ・デザイナー：さかべゆかり、うえだてつや、よしだみきよ
- サウンド：Karu. ZTT（海野和子）
- テスター：かんのゆういち
- マニュアル・デザイナー：なかがわかずお
- スペシャル・サンクス：中久木成一、TKHC.02.5、VG-NOB、木下一洋
- プロデューサー：松高誠三、白坂武男
- エグゼクティブ・プロデューサー：中村紘一

## 評価
アーケード版
ゲーム誌『ゲーメスト』の企画「第9回ゲーメスト大賞」（1995年度）において、読者投票によりベストアクション賞5位、プレイヤー人気10位、年間ヒットゲーム11位を獲得した。
ゲーメストムック『ザ・ベストゲーム2』（1998年）では『名作・秀作・天才的タイトル』と認定された「ザ・ベストゲーム」に選定され、ライターのがっちんは「的確に予定した色を狙いつつ効率良く落としていく戦略がおもしろい」と称賛し、本作がヒットした理由が好きな場所にボールを打ち出せることであると指摘した。また、本作の稼働当時に大ヒットしていたセガのアーケードゲーム『ぷよぷよ』（1992年）と比較した上で、本作はアクション性が低い代わりにじっくりと考える戦略性が人気となったことを示唆し、玄人はマニアックに、初心者は気軽に遊べることが最大の魅力であったと総括した。

スーパーファミコン版
ゲーム誌『ファミコン通信』の「クロスレビュー」では、6・6・6・5の合計23点、『ファミリーコンピュータMagazine』の読者投票による「ゲーム通信簿」での評価は以下の通りとなっており、19.7点（満30点）となっている。
| 項目 | キャラクタ | 音楽 | お買得度 | 操作性 | 熱中度 | オリジナリティ | 総合 |
| 得点 | 3.4        | 3.1  | 3.3      | 3.4    | 3.3    | 3.2            | 19.7 |

ゲームギア版
ゲーム誌『ファミコン通信』の「クロスレビュー」では合計23点となっている。

ワンダースワン版
ゲーム誌『ファミコン通信』の「クロスレビュー」では合計25点となっている。

## シリーズ作品
各種リメイク版は上記を参照。
- パズルボブル2（1995年）
  - パズルボブル2X
  - パズルボブルGB
  - パズルボブルミニ
- パズルボブル3（1996年）
  - パズルボブル3DX
  - パズルボブル64
- サイキックフォースパズル大戦（1997年）
- パズルボブル4（1998年）
- スーパーパズルボブル（1999年）
- パズルボブルミレニアム（2000年）
- パズルボブルオンライン（2002年）
- スーパーパズルボブル2（2002年）
- ウルトラパズルボブル（2005年）
  - ウルトラパズルボブル ポケット
- ひっぱって!!パズルボブル（2006年）
- Bust-A-Move Bash!（2007年）
- スペースパズルボブル（2008年）
- とびだす!パズルボブル 3D（2011年）
- LINE パズルボブル（2013年）
  - パズルボブル ジャーニー（2017年）
- 東方スペルバブル（2020年）
- パズルボブルVR バケーション・オデッセイ（2021年）
  - パズルボブル3D バケーション・オデッセイ
- パズルボブル エブリバブル!（2023年）
- QQQbeats!!!（2025年）

## 関連作品
ライセンス作品
タイトーからの正式ライセンスにより他社で制作販売されたタイトル。
- パズルdeポン!（ビスコ 1995年）
- パズルdeポン! R（ビスコ 1997年）
- あずまんが大王パズルボブル（MOSS 2002年）

非ライセンス作品
- バブルアイランド（ゲームロフト） - 南国が舞台で、風船を木の棒で打つクローンゲーム。
- Frozen Bubble